# Anisozyga major
Anisozyga major là một loài bướm đêm trong họ Geometridae.